# Karacaşar, Gülşehir
Karacaşar là một thị trấn thuộc huyện Gülşehir, tỉnh Nevşehir, Thổ Nhĩ Kỳ. Dân số thời điểm năm 2011 là 1.956 người.